# Souls of Mischief
Souls of Mischief is een hiphopgroep uit Oakland in de Amerikaanse staat Californië. De groep wordt geklasseerd onder de subgenres westcoasthiphop en jazzrap.
De leden van Souls of Mischief zijn Adam Carter, Damani Thompson, Opio Lindsey en Tajai Massey. Ze leerden elkaar kennen tijdens hun schooltijd en zijn tevens een onderdeel van het hiphopcollectief Hieroglyphics.
Souls of Mischief is vooral bekend van hun hit en gelijknamig album 93 til Infinity. Het album wordt beschouwd als een van de invloedrijkste hiphopmuziekalbums aller tijden. In 2013 werd onder detitel Til Infinity: The Souls of Mischief een documentaire over de groep gemaakt als ode aan het 20-jarig bestaan van het album. De titel 93' til Infinity lijkt toepasselijk, gezien de hit nog steeds bekendheid geniet en gebruikt wordt in films zoals Shaft (2019).